# جي بي دي بلواي 2019
جي بي دي بلواي 2019 (بالفرنسية: Grand Prix de Plouay féminin 2019)‏ هو سباق دراجات هوائية، وهو الموسم رقم 21 من السباق، وأقيم في 31 أغسطس 2019، وامتدّ لمسافة 128 كيلومتر، وهو أحد سباقات طواف العالم للدراجات للسيدات 2019، وقد شارك في السباق  128 متسابقاً ووصل إلى نهايته  99 متسابقاً.
فاز فيه بالمركز الأول  أنا فان دير بريغين، وبالمركز الثاني  كورين ريفيرا، وبالمركز الثالث  ايمي بيترز.

## الفرق
| فرق سيدات محترفة (22)- يو أي أيه تيم ‏ - Équipe Paule Ka ‏ - بيزكايا دورانجو ‏ - إس دي وركس ‏ - BTC City Ljubljana ‏ - كانيون إس آر إيه إم راسينغ 2019 ‏ - ليف ريسينغ ‏ - شارينت ماريتايم سيلينج للسيدات ‏ - FDJ–Suez ‏ - Health Mate–Cyclelive Team ‏ - لوتو سودال للسيدات 2019 ‏ - Memorial Santos-Fupes ‏ - Liv AlUla Jayco ‏ - موفيستار للسيدات ‏ - باركهوتل فالكنبورغ 2019 ‏ - رالي سايكلنج ‏ - فريق سنويب للسيدات 2019 ‏ - فريق تايلاند لركوب الدراجات للسيدات 2019 ‏ - EF Education–Tibco–SVB ‏ - Lidl–Trek (women's team) ‏ - فالكار سيلانس 2019 ‏ - Ceratizit Pro Cycling ‏ فريق نادي الدراجات- دبليو سي سي تيم 2019 ‏ |  |
| |  |

## التصنيف العام النهائي
| \| التصنيف العام \| التصنيف العام \| التصنيف العام \| التصنيف العام \| التصنيف العام \| \| المتسابقة \| المتسابقة \| الفريق \| الوقت \| \| \| ------------- \| ------------------------- \| ------------------------------------- \| ------------- \| ------------- \| \| 1 \| أنا فان دير بريغين \| إس دي وركس [الإنجليزية]‏ \| 3 س 21 د 54 ث \| \| \| 2 \| Coryn Rivera \| فريق سنويب للسيدات [الإنجليزية]‏ \| + 11 ث \| \| \| 3 \| ايمي بيترز \| إس دي وركس [الإنجليزية]‏ \| + 11 ث \| \| \| 4 \| مارتا كافالي \| فالكار سيلانس [الإنجليزية]‏ \| + 11 ث \| \| \| 5 \| ديمي فوليرينغ \| باركهوتل فالكنبورغ [الإنجليزية]‏ \| + 11 ث \| \| \| 6 \| Stine Borgli [الإنجليزية]‏ \| FDJ–Suez [الإنجليزية]‏ \| + 11 ث \| \| \| 7 \| صوفي دي فوست \| باركهوتل فالكنبورغ [الإنجليزية]‏ \| + 11 ث \| \| \| 8 \| فلافيا أوليفيرا \| Memorial Santos-Fupes [لغات أخرى]‏ \| + 11 ث \| \| \| 9 \| روث ويندر \| Lidl–Trek (women's team) [الإنجليزية]‏ \| + 11 ث \| \| \| 10 \| إيلينا سيتشيني \| كانيون–إس آر إيه إم [الإنجليزية]‏ \| + 11 ث \| \| |                    |                           |               |  |
| |                    |                           |               |  |
| مصدر: ProCyclingStats |                    |                           |               |  |
| التصنيف العام |                    |                           |               |  |
| المتسابقة | المتسابقة          | الفريق                    | الوقت         |  |
| 1 | أنا فان دير بريغين | إس دي وركس ‏               | 3 س 21 د 54 ث |  |
| 2 | Coryn Rivera       | فريق سنويب للسيدات ‏       | + 11 ث        |  |
| 3 | ايمي بيترز         | إس دي وركس ‏               | + 11 ث        |  |
| 4 | مارتا كافالي       | فالكار سيلانس ‏            | + 11 ث        |  |
| 5 | ديمي فوليرينغ      | باركهوتل فالكنبورغ ‏       | + 11 ث        |  |
| 6 | Stine Borgli ‏      | FDJ–Suez ‏                 | + 11 ث        |  |
| 7 | صوفي دي فوست       | باركهوتل فالكنبورغ ‏       | + 11 ث        |  |
| 8 | فلافيا أوليفيرا    | Memorial Santos-Fupes ‏    | + 11 ث        |  |
| 9 | روث ويندر          | Lidl–Trek (women's team) ‏ | + 11 ث        |  |
| 10 | إيلينا سيتشيني     | كانيون–إس آر إيه إم ‏      | + 11 ث        |  |

### تصنيف النقاط
| \| تصنيف النقاط \| تصنيف النقاط \| تصنيف النقاط \| تصنيف النقاط \| تصنيف النقاط \| \| المتسابقة \| المتسابقة \| الفريق \| النقاط \| \| \| ------------ \| ------------------- \| ------------------------------------- \| ------------ \| ------------ \| \| 1 \| ماريان فوس \| ليف ريسينغ [الإنجليزية]‏ \| 1467 نقطة \| \| \| 2 \| أنيميك فان فليوتن \| Liv AlUla Jayco [الإنجليزية]‏ \| 1367 نقطة \| \| \| 3 \| كاتارزينا نيفيادوما \| كانيون–إس آر إيه إم [الإنجليزية]‏ \| 1220 نقطة \| \| \| 4 \| لورينا ويبيس \| باركهوتل فالكنبورغ [الإنجليزية]‏ \| 1049 نقطة \| \| \| 5 \| أنا فان دير بريغين \| إس دي وركس [الإنجليزية]‏ \| 1043 نقطة \| \| \| 6 \| مارتا باستيانيلي \| Team Virtu Cycling Women [الإنجليزية]‏ \| 1039 نقطة \| \| \| 7 \| ايمي بيترز \| إس دي وركس [الإنجليزية]‏ \| 698 نقطة \| \| \| 8 \| أماندا سبرات \| Liv AlUla Jayco [الإنجليزية]‏ \| 664 نقطة \| \| \| 9 \| ثريا بالادين \| يو أي أيه تيم [الإنجليزية]‏ \| 655 نقطة \| \| \| 10 \| سيسيلي أوتوب لودفيغ \| Équipe Paule Ka [الإنجليزية]‏ \| 651 نقطة \| \| |                     |                           |           |  |
| |                     |                           |           |  |
| مصدر: ProCyclingStats |                     |                           |           |  |
| تصنيف النقاط |                     |                           |           |  |
| المتسابقة | المتسابقة           | الفريق                    | النقاط    |  |
| 1 | ماريان فوس          | ليف ريسينغ ‏               | 1467 نقطة |  |
| 2 | أنيميك فان فليوتن   | Liv AlUla Jayco ‏          | 1367 نقطة |  |
| 3 | كاتارزينا نيفيادوما | كانيون–إس آر إيه إم ‏      | 1220 نقطة |  |
| 4 | لورينا ويبيس        | باركهوتل فالكنبورغ ‏       | 1049 نقطة |  |
| 5 | أنا فان دير بريغين  | إس دي وركس ‏               | 1043 نقطة |  |
| 6 | مارتا باستيانيلي    | Team Virtu Cycling Women ‏ | 1039 نقطة |  |
| 7 | ايمي بيترز          | إس دي وركس ‏               | 698 نقطة  |  |
| 8 | أماندا سبرات        | Liv AlUla Jayco ‏          | 664 نقطة  |  |
| 9 | ثريا بالادين        | يو أي أيه تيم ‏            | 655 نقطة  |  |
| 10 | سيسيلي أوتوب لودفيغ | Équipe Paule Ka ‏          | 651 نقطة  |  |

### الفرق حسب النقاط
| \| ترتيب الفرق حسب النقاط \| ترتيب الفرق حسب النقاط \| ترتيب الفرق حسب النقاط \| ترتيب الفرق حسب النقاط \| \| الفريق \| الفريق \| النقاط \| \| \| ---------------------- \| -------------------------------------------- \| ---------------------- \| ---------------------- \| \| 1 \| إس دي وركس [الإنجليزية]‏ \| 3365 نقطة \| \| \| 2 \| Liv AlUla Jayco [الإنجليزية]‏ \| 2363 نقطة \| \| \| 3 \| ليف ريسينغ [الإنجليزية]‏ \| 2267 نقطة \| \| \| 4 \| فريق سنويب للسيدات 2019 [الإنجليزية]‏ \| 2231 نقطة \| \| \| 5 \| Lidl–Trek (women's team) [الإنجليزية]‏ \| 2227 نقطة \| \| \| 6 \| كانيون إس آر إيه إم راسينغ 2019 [الإنجليزية]‏ \| 1923 نقطة \| \| \| 7 \| باركهوتل فالكنبورغ 2019 [الإنجليزية]‏ \| 1805 نقطة \| \| \| 8 \| Team Virtu Cycling Women [الإنجليزية]‏ \| 1489 نقطة \| \| \| 9 \| Ceratizit Pro Cycling [الإنجليزية]‏ \| 1192 نقطة \| \| \| 10 \| يو أي أيه تيم [الإنجليزية]‏ \| 1061 نقطة \| \| |                                  |           |  |
| |                                  |           |  |
| مصدر: ProCyclingStats |                                  |           |  |
| ترتيب الفرق حسب النقاط |                                  |           |  |
| الفريق | الفريق                           | النقاط    |  |
| 1 | إس دي وركس ‏                      | 3365 نقطة |  |
| 2 | Liv AlUla Jayco ‏                 | 2363 نقطة |  |
| 3 | ليف ريسينغ ‏                      | 2267 نقطة |  |
| 4 | فريق سنويب للسيدات 2019 ‏         | 2231 نقطة |  |
| 5 | Lidl–Trek (women's team) ‏        | 2227 نقطة |  |
| 6 | كانيون إس آر إيه إم راسينغ 2019 ‏ | 1923 نقطة |  |
| 7 | باركهوتل فالكنبورغ 2019 ‏         | 1805 نقطة |  |
| 8 | Team Virtu Cycling Women ‏        | 1489 نقطة |  |
| 9 | Ceratizit Pro Cycling ‏           | 1192 نقطة |  |
| 10 | يو أي أيه تيم ‏                   | 1061 نقطة |  |

## المشاركون
| إس دي وركس ‏ DLT | إس دي وركس ‏ DLT           | إس دي وركس ‏ DLT |
| --------------- | ------------------------- | --------------- |
| م               | عداء                      | مرتبة           |
| 1               | ايمي بيترز                | 3               |
| 2               | Chantal Blaak             | 57              |
| 3               | أنا فان دير بريغين (طريق) | 1               |
| 4               | كارول آن كانويل (طريق)    | 56              |
| 5               | كاتي هال                  | 40              |
| 6               | إيفا بورمان               | 66              |

| كانيون–إس آر إيه إم ‏ CSR | كانيون–إس آر إيه إم ‏ CSR | كانيون–إس آر إيه إم ‏ CSR |
| ------------------------ | ------------------------ | ------------------------ |
| م                        | عداء                     | مرتبة                    |
| 11                       | ألينا أمياليوسيك         | 29                       |
| 12                       | إيلينا سيتشيني           | 10                       |
| 13                       | تيفاني كرومويل           | 44                       |
| 14                       | إيلا هاريس               | 47                       |
| 15                       | Rotem Gafinovitz ‏        | 87                       |
| 16                       | هانا لودفيغ              | 43                       |

| Liv AlUla Jayco ‏ MTS | Liv AlUla Jayco ‏ MTS | Liv AlUla Jayco ‏ MTS |
| -------------------- | -------------------- | -------------------- |
| م                    | عداء                 | مرتبة                |
| 21                   | أماندا سبرات         | 13                   |
| 22                   | جورجيا وليامز        | 67                   |
| 23                   | جيسيكا ألين          | 97                   |
| 24                   | لوسي كينيدي          | 26                   |
| 25                   | غراسي إلفن           | لم يكمل السباق       |
| 26                   | Alexandra Manly ‏     | 96                   |

| يو أي أيه تيم ‏ ALE | يو أي أيه تيم ‏ ALE            | يو أي أيه تيم ‏ ALE |
| ------------------ | ----------------------------- | ------------------ |
| م                  | عداء                          | مرتبة              |
| 31                 | Diana Peñuela ‏                | 82                 |
| 32                 | Eri Yonamine ‏ (طريق)          | 41                 |
| 33                 | Nadia Quagliotto ‏             | 74                 |
| 34                 | كلو هوسكينغ                   | 35                 |
| 35                 | ثريا بالادين                  | 36                 |
| 36                 | Jelena Erić (cyclist) ‏ (طريق) | لم يكمل السباق     |

| ليف ريسينغ ‏ CCC | ليف ريسينغ ‏ CCC       | ليف ريسينغ ‏ CCC |
| --------------- | --------------------- | --------------- |
| م               | عداء                  | مرتبة           |
| 41              | آشلي مولمان (طريق)    | 91              |
| 42              | Valerie Demey ‏        | 80              |
| 43              | إنج فان دير هيدين     | 65              |
| 44              | Pauliena Rooijakkers ‏ | 27              |

| باركهوتل فالكنبورغ ‏ PHV | باركهوتل فالكنبورغ ‏ PHV | باركهوتل فالكنبورغ ‏ PHV |
| ----------------------- | ----------------------- | ----------------------- |
| م                       | عداء                    | مرتبة                   |
| 51                      | ديمي فوليرينغ           | 5                       |
| 52                      | Belle de Gast ‏          | 98                      |
| 53                      | Nina Buijsman ‏          | 95                      |
| 54                      | Marit Raaijmakers ‏      | 94                      |
| 55                      | صوفي دي فوست            | 7                       |
| 56                      | آن صوفي دويك            | لم يكمل السباق          |

| Équipe Paule Ka ‏ BIG | Équipe Paule Ka ‏ BIG | Équipe Paule Ka ‏ BIG |
| -------------------- | -------------------- | -------------------- |
| م                    | عداء                 | مرتبة                |
| 61                   | Elizabeth Banks      | 39                   |
| 62                   | Elise Chabbey ‏       | 33                   |
| 63                   | ليا توماس            | 60                   |
| 64                   | Nikola Nosková ‏      | 14                   |
| 65                   | Mikayla Harvey ‏      | 23                   |
| 66                   | صوفي رايت            | 58                   |

| BTC City Ljubljana ‏ BTC | BTC City Ljubljana ‏ BTC | BTC City Ljubljana ‏ BTC |
| ----------------------- | ----------------------- | ----------------------- |
| م                       | عداء                    | مرتبة                   |
| 71                      | يوجينة بوجاك (طريق)     | لم يكمل السباق          |
| 73                      | حنا نيلسون              | لم يكمل السباق          |
| 74                      | روسيلا راتو             | 50                      |
| 75                      | Anastasia Chursina      | 21                      |
| 76                      | Urša Pintar ‏            | 24                      |

| رالي سايكلنج ‏ RLW | رالي سايكلنج ‏ RLW    | رالي سايكلنج ‏ RLW |
| ----------------- | -------------------- | ----------------- |
| م                 | عداء                 | مرتبة             |
| 81                | أبيجيل ميكي          | لم يكمل السباق    |
| 82                | Summer Moak ‏         | لم يكمل السباق    |
| 83                | Sara Poidevin ‏       | 59                |
| 85                | هايدي فرانز          | 61                |
| 86                | كريستابل دوبيل هيكوك | 22                |

| FDJ–Suez ‏ FDJ | FDJ–Suez ‏ FDJ     | FDJ–Suez ‏ FDJ |
| ------------- | ----------------- | ------------- |
| م             | عداء              | مرتبة         |
| 91            | Stine Borgli ‏     | 6             |
| 92            | أوجيني دوفال      | 11            |
| 93            | Shara Marche      | 46            |
| 94            | Victorie Guilman ‏ | 86            |
| 95            | Évita Muzic ‏      | 34            |
| 96            | جادي فيل (طريق)   | 63            |

| Lidl–Trek (women's team) ‏ TFS | Lidl–Trek (women's team) ‏ TFS | Lidl–Trek (women's team) ‏ TFS |
| ----------------------------- | ----------------------------- | ----------------------------- |
| م                             | عداء                          | مرتبة                         |
| 101                           | Audrey Cordon-Ragot           | 38                            |
| 103                           | تريكسي ووراك                  | 53                            |
| 104                           | إليسا ونغو بورغيني            | 37                            |
| 105                           | تايلر وايلز                   | 52                            |
| 106                           | روث ويندر (طريق)              | 9                             |

| Health Mate–Cyclelive Team ‏ HMT | Health Mate–Cyclelive Team ‏ HMT | Health Mate–Cyclelive Team ‏ HMT |
| ------------------------------- | ------------------------------- | ------------------------------- |
| م                               | عداء                            | مرتبة                           |
| 111                             | Kathrin Schweinberger ‏          | 89                              |
| 112                             | Fien Delbaere ‏                  | 88                              |
| 113                             | كيرستي فان هافتن                | 68                              |
| 114                             | Marga López (cyclist) ‏          | لم يكمل السباق                  |
| 115                             | Zsófia Szabó ‏ (طريق)            | لم يكمل السباق                  |

| بيزكايا دورانجو ‏ BDP | بيزكايا دورانجو ‏ BDP  | بيزكايا دورانجو ‏ BDP |
| -------------------- | --------------------- | -------------------- |
| م                    | عداء                  | مرتبة                |
| 121                  | Aroa Gorostiza ‏       | 45                   |
| 122                  | لوسيا غونزاليس بلانكو | 71                   |
| 123                  | كريستينا مارتينيز     | لم يكمل السباق       |
| 124                  | Lauren Dolan ‏         | 75                   |
| 125                  | Natalie Grinczer ‏     | 69                   |
| 126                  | Ariana Gilabert ‏      | لم يكمل السباق       |

| EF Education–Tibco–SVB ‏ TIB | EF Education–Tibco–SVB ‏ TIB | EF Education–Tibco–SVB ‏ TIB |
| --------------------------- | --------------------------- | --------------------------- |
| م                           | عداء                        | مرتبة                       |
| 131                         | برودي شابمان                | لم يكمل السباق              |
| 132                         | لورين ستيفنز                | 25                          |
| 133                         | أليسون جاكسون               | 31                          |
| 134                         | Sharlotte Lucas ‏ (طريق)     | 83                          |
| 135                         | ليا ديكسون ‏                 | 77                          |
| 136                         | Shannon Malseed ‏            | لم يكمل السباق              |

| فريق سنويب للسيدات ‏ SUN | فريق سنويب للسيدات ‏ SUN | فريق سنويب للسيدات ‏ SUN |
| ----------------------- | ----------------------- | ----------------------- |
| م                       | عداء                    | مرتبة                   |
| 141                     | Julia Soek ‏             | لم يكمل السباق          |
| 142                     | بيرنيل ماثيسين          | 99                      |
| 143                     | فرانشيسكا كوش ‏          | 32                      |
| 144                     | جولييت لابوس            | لم يكمل السباق          |
| 145                     | ليان ليبرت              | 28                      |
| 146                     | Coryn Rivera            | 2                       |

| فالكار سيلانس ‏ VAL | فالكار سيلانس ‏ VAL      | فالكار سيلانس ‏ VAL |
| ------------------ | ----------------------- | ------------------ |
| م                  | عداء                    | مرتبة              |
| 151                | Silvia Persico ‏         | 62                 |
| 152                | إليسا بالسامو           | 15                 |
| 153                | ماريا جوليا كونفالونيري | 30                 |
| 154                | Asja Paladin ‏           | 49                 |
| 155                | مارتا كافالي            | 4                  |

| لوتو بيليسول للسيدات ‏ LSL | لوتو بيليسول للسيدات ‏ LSL | لوتو بيليسول للسيدات ‏ LSL |
| ------------------------- | ------------------------- | ------------------------- |
| م                         | عداء                      | مرتبة                     |
| 161                       | Julie Van de Velde ‏       | 19                        |
| 162                       | Dani Christmas ‏           | 48                        |
| 164                       | Nguyễn Thị Thật ‏          | 90                        |
| 165                       | شانتال هوفمان             | لم يكمل السباق            |

| Ceratizit Pro Cycling ‏ WNT | Ceratizit Pro Cycling ‏ WNT | Ceratizit Pro Cycling ‏ WNT |
| -------------------------- | -------------------------- | -------------------------- |
| م                          | عداء                       | مرتبة                      |
| 171                        | Laura Asencio ‏             | 42                         |
| 172                        | Sarah Rijkes ‏              | لم يكمل السباق             |
| 173                        | كلارا كوبينبرج             | 16                         |
| 174                        | إيريكا ماجندي              | 18                         |
| 175                        | يانيكي إنسينغ              | 17                         |
| 176                        | Lara Vieceli ‏              | 51                         |

| موفيستار للسيدات ‏ MOV | موفيستار للسيدات ‏ MOV    | موفيستار للسيدات ‏ MOV |
| --------------------- | ------------------------ | --------------------- |
| م                     | عداء                     | مرتبة                 |
| 181                   | أود بيانيك               | 55                    |
| 182                   | مارغريتا فيكتوريا غارسيا | 12                    |
| 183                   | أليسيا غونزاليس بلانكو   | 92                    |
| 184                   | شيلا جوتيريز             | لم يكمل السباق        |
| 185                   | ماغورزاتا جاسيسكا        | 54                    |
| 186                   | Paula Patiño ‏            | 72                    |

| دبليو سي سي تيم ‏ WCC | دبليو سي سي تيم ‏ WCC  | دبليو سي سي تيم ‏ WCC |
| -------------------- | --------------------- | -------------------- |
| م                    | عداء                  | مرتبة                |
| 191                  | مارلين رويسر (طريق)   | 20                   |
| 192                  | Teniel Campbell ‏      | 73                   |
| 193                  | فرناندا يابورا        | 85                   |
| 194                  | أليس شارب (طريق)      | 76                   |
| 195                  | Agua Marina Espínola ‏ | 64                   |
| 196                  | Anastasiya Kolesava ‏  | 79                   |

| شارينت ماريتايم سيلينج للسيدات ‏ CMW | شارينت ماريتايم سيلينج للسيدات ‏ CMW | شارينت ماريتايم سيلينج للسيدات ‏ CMW |
| ----------------------------------- | ----------------------------------- | ----------------------------------- |
| م                                   | عداء                                | مرتبة                               |
| 201                                 | Lucie Lahaye ‏                       | 84                                  |
| 202                                 | Noémie Abgrall ‏                     | 70                                  |
| 203                                 | Gabby Traxler ‏                      | 93                                  |
| 204                                 | Iris Sachet ‏                        | 78                                  |
| 205                                 | India Grangier ‏                     | لم يكمل السباق                      |
| 206                                 | Anaïs Morichon ‏                     | لم يكمل السباق                      |

| فريق تايلاند لركوب الدراجات للسيدات ‏ TWC | فريق تايلاند لركوب الدراجات للسيدات ‏ TWC | فريق تايلاند لركوب الدراجات للسيدات ‏ TWC |
| ---------------------------------------- | ---------------------------------------- | ---------------------------------------- |
| م                                        | عداء                                     | مرتبة                                    |
| 211                                      | Chanpeng Nontasin ‏                       | لم يكمل السباق                           |
| 212                                      | Jutatip Maneephan ‏                       | لم يكمل السباق                           |
| 213                                      | Supaksorn Nuntana ‏                       | لم يكمل السباق                           |
| 214                                      | Chaniporn Batriya ‏                       | لم يكمل السباق                           |
| 215                                      | Phetdarin Somrat ‏                        | 81                                       |
| 216                                      | Kulacha Chairin ‏                         | لم يكمل السباق                           |

| Memorial Santos-Fupes ‏ ___ | Memorial Santos-Fupes ‏ ___ | Memorial Santos-Fupes ‏ ___ |
| -------------------------- | -------------------------- | -------------------------- |
| م                          | عداء                       | مرتبة                      |
| 221                        | فلافيا أوليفيرا            | 8                          |
| 222                        | Ana Paula Polegatch ‏       | لم يكمل السباق             |
| 223                        | Adriele Alves Mendes‏       | لم يكمل السباق             |
| 224                        | Thayna Araujo Lima‏         | لم يكمل السباق             |
| 226                        | Giovana Cruz Corsi‏         | لم يكمل السباق             |

| إس دي وركس ‏ DLT | إس دي وركس ‏ DLT           | إس دي وركس ‏ DLT |
| --------------- | ------------------------- | --------------- |
| م               | عداء                      | مرتبة           |
| 1               | ايمي بيترز                | 3               |
| 2               | Chantal Blaak             | 57              |
| 3               | أنا فان دير بريغين (طريق) | 1               |
| 4               | كارول آن كانويل (طريق)    | 56              |
| 5               | كاتي هال                  | 40              |
| 6               | إيفا بورمان               | 66              |

| كانيون–إس آر إيه إم ‏ CSR | كانيون–إس آر إيه إم ‏ CSR | كانيون–إس آر إيه إم ‏ CSR |
| ------------------------ | ------------------------ | ------------------------ |
| م                        | عداء                     | مرتبة                    |
| 11                       | ألينا أمياليوسيك         | 29                       |
| 12                       | إيلينا سيتشيني           | 10                       |
| 13                       | تيفاني كرومويل           | 44                       |
| 14                       | إيلا هاريس               | 47                       |
| 15                       | Rotem Gafinovitz ‏        | 87                       |
| 16                       | هانا لودفيغ              | 43                       |

| Liv AlUla Jayco ‏ MTS | Liv AlUla Jayco ‏ MTS | Liv AlUla Jayco ‏ MTS |
| -------------------- | -------------------- | -------------------- |
| م                    | عداء                 | مرتبة                |
| 21                   | أماندا سبرات         | 13                   |
| 22                   | جورجيا وليامز        | 67                   |
| 23                   | جيسيكا ألين          | 97                   |
| 24                   | لوسي كينيدي          | 26                   |
| 25                   | غراسي إلفن           | لم يكمل السباق       |
| 26                   | Alexandra Manly ‏     | 96                   |

| يو أي أيه تيم ‏ ALE | يو أي أيه تيم ‏ ALE            | يو أي أيه تيم ‏ ALE |
| ------------------ | ----------------------------- | ------------------ |
| م                  | عداء                          | مرتبة              |
| 31                 | Diana Peñuela ‏                | 82                 |
| 32                 | Eri Yonamine ‏ (طريق)          | 41                 |
| 33                 | Nadia Quagliotto ‏             | 74                 |
| 34                 | كلو هوسكينغ                   | 35                 |
| 35                 | ثريا بالادين                  | 36                 |
| 36                 | Jelena Erić (cyclist) ‏ (طريق) | لم يكمل السباق     |

| ليف ريسينغ ‏ CCC | ليف ريسينغ ‏ CCC       | ليف ريسينغ ‏ CCC |
| --------------- | --------------------- | --------------- |
| م               | عداء                  | مرتبة           |
| 41              | آشلي مولمان (طريق)    | 91              |
| 42              | Valerie Demey ‏        | 80              |
| 43              | إنج فان دير هيدين     | 65              |
| 44              | Pauliena Rooijakkers ‏ | 27              |

| باركهوتل فالكنبورغ ‏ PHV | باركهوتل فالكنبورغ ‏ PHV | باركهوتل فالكنبورغ ‏ PHV |
| ----------------------- | ----------------------- | ----------------------- |
| م                       | عداء                    | مرتبة                   |
| 51                      | ديمي فوليرينغ           | 5                       |
| 52                      | Belle de Gast ‏          | 98                      |
| 53                      | Nina Buijsman ‏          | 95                      |
| 54                      | Marit Raaijmakers ‏      | 94                      |
| 55                      | صوفي دي فوست            | 7                       |
| 56                      | آن صوفي دويك            | لم يكمل السباق          |

| Équipe Paule Ka ‏ BIG | Équipe Paule Ka ‏ BIG | Équipe Paule Ka ‏ BIG |
| -------------------- | -------------------- | -------------------- |
| م                    | عداء                 | مرتبة                |
| 61                   | Elizabeth Banks      | 39                   |
| 62                   | Elise Chabbey ‏       | 33                   |
| 63                   | ليا توماس            | 60                   |
| 64                   | Nikola Nosková ‏      | 14                   |
| 65                   | Mikayla Harvey ‏      | 23                   |
| 66                   | صوفي رايت            | 58                   |

| BTC City Ljubljana ‏ BTC | BTC City Ljubljana ‏ BTC | BTC City Ljubljana ‏ BTC |
| ----------------------- | ----------------------- | ----------------------- |
| م                       | عداء                    | مرتبة                   |
| 71                      | يوجينة بوجاك (طريق)     | لم يكمل السباق          |
| 73                      | حنا نيلسون              | لم يكمل السباق          |
| 74                      | روسيلا راتو             | 50                      |
| 75                      | Anastasia Chursina      | 21                      |
| 76                      | Urša Pintar ‏            | 24                      |

| رالي سايكلنج ‏ RLW | رالي سايكلنج ‏ RLW    | رالي سايكلنج ‏ RLW |
| ----------------- | -------------------- | ----------------- |
| م                 | عداء                 | مرتبة             |
| 81                | أبيجيل ميكي          | لم يكمل السباق    |
| 82                | Summer Moak ‏         | لم يكمل السباق    |
| 83                | Sara Poidevin ‏       | 59                |
| 85                | هايدي فرانز          | 61                |
| 86                | كريستابل دوبيل هيكوك | 22                |

| FDJ–Suez ‏ FDJ | FDJ–Suez ‏ FDJ     | FDJ–Suez ‏ FDJ |
| ------------- | ----------------- | ------------- |
| م             | عداء              | مرتبة         |
| 91            | Stine Borgli ‏     | 6             |
| 92            | أوجيني دوفال      | 11            |
| 93            | Shara Marche      | 46            |
| 94            | Victorie Guilman ‏ | 86            |
| 95            | Évita Muzic ‏      | 34            |
| 96            | جادي فيل (طريق)   | 63            |

| Lidl–Trek (women's team) ‏ TFS | Lidl–Trek (women's team) ‏ TFS | Lidl–Trek (women's team) ‏ TFS |
| ----------------------------- | ----------------------------- | ----------------------------- |
| م                             | عداء                          | مرتبة                         |
| 101                           | Audrey Cordon-Ragot           | 38                            |
| 103                           | تريكسي ووراك                  | 53                            |
| 104                           | إليسا ونغو بورغيني            | 37                            |
| 105                           | تايلر وايلز                   | 52                            |
| 106                           | روث ويندر (طريق)              | 9                             |

| Health Mate–Cyclelive Team ‏ HMT | Health Mate–Cyclelive Team ‏ HMT | Health Mate–Cyclelive Team ‏ HMT |
| ------------------------------- | ------------------------------- | ------------------------------- |
| م                               | عداء                            | مرتبة                           |
| 111                             | Kathrin Schweinberger ‏          | 89                              |
| 112                             | Fien Delbaere ‏                  | 88                              |
| 113                             | كيرستي فان هافتن                | 68                              |
| 114                             | Marga López (cyclist) ‏          | لم يكمل السباق                  |
| 115                             | Zsófia Szabó ‏ (طريق)            | لم يكمل السباق                  |

| بيزكايا دورانجو ‏ BDP | بيزكايا دورانجو ‏ BDP  | بيزكايا دورانجو ‏ BDP |
| -------------------- | --------------------- | -------------------- |
| م                    | عداء                  | مرتبة                |
| 121                  | Aroa Gorostiza ‏       | 45                   |
| 122                  | لوسيا غونزاليس بلانكو | 71                   |
| 123                  | كريستينا مارتينيز     | لم يكمل السباق       |
| 124                  | Lauren Dolan ‏         | 75                   |
| 125                  | Natalie Grinczer ‏     | 69                   |
| 126                  | Ariana Gilabert ‏      | لم يكمل السباق       |

| EF Education–Tibco–SVB ‏ TIB | EF Education–Tibco–SVB ‏ TIB | EF Education–Tibco–SVB ‏ TIB |
| --------------------------- | --------------------------- | --------------------------- |
| م                           | عداء                        | مرتبة                       |
| 131                         | برودي شابمان                | لم يكمل السباق              |
| 132                         | لورين ستيفنز                | 25                          |
| 133                         | أليسون جاكسون               | 31                          |
| 134                         | Sharlotte Lucas ‏ (طريق)     | 83                          |
| 135                         | ليا ديكسون ‏                 | 77                          |
| 136                         | Shannon Malseed ‏            | لم يكمل السباق              |

| فريق سنويب للسيدات ‏ SUN | فريق سنويب للسيدات ‏ SUN | فريق سنويب للسيدات ‏ SUN |
| ----------------------- | ----------------------- | ----------------------- |
| م                       | عداء                    | مرتبة                   |
| 141                     | Julia Soek ‏             | لم يكمل السباق          |
| 142                     | بيرنيل ماثيسين          | 99                      |
| 143                     | فرانشيسكا كوش ‏          | 32                      |
| 144                     | جولييت لابوس            | لم يكمل السباق          |
| 145                     | ليان ليبرت              | 28                      |
| 146                     | Coryn Rivera            | 2                       |

| فالكار سيلانس ‏ VAL | فالكار سيلانس ‏ VAL      | فالكار سيلانس ‏ VAL |
| ------------------ | ----------------------- | ------------------ |
| م                  | عداء                    | مرتبة              |
| 151                | Silvia Persico ‏         | 62                 |
| 152                | إليسا بالسامو           | 15                 |
| 153                | ماريا جوليا كونفالونيري | 30                 |
| 154                | Asja Paladin ‏           | 49                 |
| 155                | مارتا كافالي            | 4                  |

| لوتو بيليسول للسيدات ‏ LSL | لوتو بيليسول للسيدات ‏ LSL | لوتو بيليسول للسيدات ‏ LSL |
| ------------------------- | ------------------------- | ------------------------- |
| م                         | عداء                      | مرتبة                     |
| 161                       | Julie Van de Velde ‏       | 19                        |
| 162                       | Dani Christmas ‏           | 48                        |
| 164                       | Nguyễn Thị Thật ‏          | 90                        |
| 165                       | شانتال هوفمان             | لم يكمل السباق            |

| Ceratizit Pro Cycling ‏ WNT | Ceratizit Pro Cycling ‏ WNT | Ceratizit Pro Cycling ‏ WNT |
| -------------------------- | -------------------------- | -------------------------- |
| م                          | عداء                       | مرتبة                      |
| 171                        | Laura Asencio ‏             | 42                         |
| 172                        | Sarah Rijkes ‏              | لم يكمل السباق             |
| 173                        | كلارا كوبينبرج             | 16                         |
| 174                        | إيريكا ماجندي              | 18                         |
| 175                        | يانيكي إنسينغ              | 17                         |
| 176                        | Lara Vieceli ‏              | 51                         |

| موفيستار للسيدات ‏ MOV | موفيستار للسيدات ‏ MOV    | موفيستار للسيدات ‏ MOV |
| --------------------- | ------------------------ | --------------------- |
| م                     | عداء                     | مرتبة                 |
| 181                   | أود بيانيك               | 55                    |
| 182                   | مارغريتا فيكتوريا غارسيا | 12                    |
| 183                   | أليسيا غونزاليس بلانكو   | 92                    |
| 184                   | شيلا جوتيريز             | لم يكمل السباق        |
| 185                   | ماغورزاتا جاسيسكا        | 54                    |
| 186                   | Paula Patiño ‏            | 72                    |

| دبليو سي سي تيم ‏ WCC | دبليو سي سي تيم ‏ WCC  | دبليو سي سي تيم ‏ WCC |
| -------------------- | --------------------- | -------------------- |
| م                    | عداء                  | مرتبة                |
| 191                  | مارلين رويسر (طريق)   | 20                   |
| 192                  | Teniel Campbell ‏      | 73                   |
| 193                  | فرناندا يابورا        | 85                   |
| 194                  | أليس شارب (طريق)      | 76                   |
| 195                  | Agua Marina Espínola ‏ | 64                   |
| 196                  | Anastasiya Kolesava ‏  | 79                   |

| شارينت ماريتايم سيلينج للسيدات ‏ CMW | شارينت ماريتايم سيلينج للسيدات ‏ CMW | شارينت ماريتايم سيلينج للسيدات ‏ CMW |
| ----------------------------------- | ----------------------------------- | ----------------------------------- |
| م                                   | عداء                                | مرتبة                               |
| 201                                 | Lucie Lahaye ‏                       | 84                                  |
| 202                                 | Noémie Abgrall ‏                     | 70                                  |
| 203                                 | Gabby Traxler ‏                      | 93                                  |
| 204                                 | Iris Sachet ‏                        | 78                                  |
| 205                                 | India Grangier ‏                     | لم يكمل السباق                      |
| 206                                 | Anaïs Morichon ‏                     | لم يكمل السباق                      |

| فريق تايلاند لركوب الدراجات للسيدات ‏ TWC | فريق تايلاند لركوب الدراجات للسيدات ‏ TWC | فريق تايلاند لركوب الدراجات للسيدات ‏ TWC |
| ---------------------------------------- | ---------------------------------------- | ---------------------------------------- |
| م                                        | عداء                                     | مرتبة                                    |
| 211                                      | Chanpeng Nontasin ‏                       | لم يكمل السباق                           |
| 212                                      | Jutatip Maneephan ‏                       | لم يكمل السباق                           |
| 213                                      | Supaksorn Nuntana ‏                       | لم يكمل السباق                           |
| 214                                      | Chaniporn Batriya ‏                       | لم يكمل السباق                           |
| 215                                      | Phetdarin Somrat ‏                        | 81                                       |
| 216                                      | Kulacha Chairin ‏                         | لم يكمل السباق                           |

| Memorial Santos-Fupes ‏ ___ | Memorial Santos-Fupes ‏ ___ | Memorial Santos-Fupes ‏ ___ |
| -------------------------- | -------------------------- | -------------------------- |
| م                          | عداء                       | مرتبة                      |
| 221                        | فلافيا أوليفيرا            | 8                          |
| 222                        | Ana Paula Polegatch ‏       | لم يكمل السباق             |
| 223                        | Adriele Alves Mendes‏       | لم يكمل السباق             |
| 224                        | Thayna Araujo Lima‏         | لم يكمل السباق             |
| 226                        | Giovana Cruz Corsi‏         | لم يكمل السباق             |

## وصلات خارجية
- لمحة عن سباق جي بي دي بلواي 2019 على موقع  ProCyclingStats   (برو  سايكلنج  ستاتس) - إحصاءات  محترفي  الدراجات.
- جي بي دي بلواي 2019 على موقع إحصائيات الدراجات الإحترافية (الإنجليزية)